# Scandale des prix du vin
Le scandale des prix du vin est un scandale qui a commencé en 2006 au Québec et se poursuit en 2014.

## Histoire
En 2006, des responsables de la SAQ, en accord avec différents fournisseurs européens, ont décidé de maintenir le coût de différents vins à un certain niveau, même si le taux de change de l'euro avait diminué de 15 % par rapport au dollar canadien. À la suite de la révélation du scandale, deux vice-présidents ont quitté la société et le président de la SAQ a fait l'objet d'attaques qui remettaient en cause son professionnalisme. Ce scandale a mis au jour une pratique courante à la SAQ, c'est-à-dire de gonfler artificiellement le prix de produits de certains fournisseurs ou de certains pays alors que certaines études ont démontré que, malgré son énorme pouvoir d'achat, elle aurait pu demander de meilleurs prix à ses fournisseurs.
En 2014, le Canada est le quatrième pays importateur de vin au monde (à 1,8 milliard USD annuellement), derrière les États-Unis (4,1 milliards), le Royaume-Uni (3,5 milliards) et l'Allemagne (2 milliards). « Le Canada a donc, en théorie, un très gros pouvoir d'achat [...] Les deux plus gros acheteurs sont la LCBO et la SAQ. » Cependant, selon un chroniqueur de vins, « la SAQ n'a pas intérêt à utiliser son pouvoir d'achat... » En effet, son bénéfice par bouteille vendue est proportionnel au prix d'achat. Toujours selon ce chroniqueur, la SAQ fixe parfois des prix plancher. Ce serait le seul acheteur d'importance qui applique une telle pratique de par le monde.